# Uniwersytet Stradiņša w Rydze
Uniwersytet Stradiņša w Rydze (łot. Rīgas Stradiņa universitāte, w skrócie RSU) – uczelnia państwowa z siedzibą w Rydze, jeden z pięciu uniwersytetów istniejących na Łotwie.

## Historia
Korzenie szkoły sięgają czasów radzieckich, gdy w 1950 wyodrębniono Wydział Medycyny z Uniwersytetu Łotwy, przekształcając go w Ryski Instytut Medyczny. Po 1990 uczelnia funkcjonowała jako Medyczna Akademia Łotwy.
13 czerwca 2002 placówka otrzymała swoją obecną nazwę, nadano jej imię rodziny Stradiņšów. Wieloletnim pracownikiem instytutu był Pauls Stradiņš oraz jego żona Ņina Stradiņą. Lekarzem została także ich córka Asja Eglīte (lekarz rehabilitacji), a także troje wnuków: Linda Sosāre – gastroenterologiem, a Andrejs Ērglis i Pēteris Stradiņš – kardiochirurgami.
Rektorem uniwersytetu jest prof. Aigars Pētersons. Na uczelni studiuje obecnie około 16 tys. studentów. Zatrudnionych jest ponad tysiąc pracowników naukowych.

## Wydziały
- Wydział Medycyny
- Wydział Stomatologii
- Wydział Farmacji
- Wydział Rehabilitacji
- Wydział Pielęgnacji
- Wydział Publicznej Służby Zdrowia
- Wydział Studiów Podyplomowych
- Wydział Studiów Europejskich